# Črni lepotec
Črni lepotec je roman angleške pisateljice Anne Sewell, ki je izšel leta 1877. Naslov v izvirniku je Black Beauty. Roman je nastajal v zadnjih letih avtoričinega življenja, ko je bila povečini doma zaradi zdravstvenih težav. Roman je s 50 milijoni prodanih izvodov eden izmed najbolj prodajanih knjig vseh časov. Avtoričin namen sprva ni bil napisati romana za mladino, temveč napisati roman, ki spodbuja prijaznost, spoštljivost in razumevanje lepega ravnanja do konjev. 
Zgodba romana govori o konju po imenu Črni lepotec, ki v prvoosebni pripovedi pripoveduje o spominih iz svojega življenja. Razpon pripovedovanja sega od prvih spominov brezskrbnega žrebička, do težkega garanja v Londonu, vse do srečne upokojitve na deželi. Roman bralca uči o primernem ravnanju z živalmi, poleg tega pa tudi uči, kako biti prijazen, spoštljiv, pošten do sočloveka.   

## Vsebina
Roman se začne z Lepotčevim pripovedovanjem, ko je živel z materjo in sorojenci žrebički na angleški farmi v 19. stoletju v času vladanja kraljice Viktorije. Takrat so bili konji edini način transporta ljudi. Roman je napisan v prvi osebi ednine z avtobiografskimi spomini iz življenja glavnega junaka. Njegov gospodar Grey je dobro skrbel za svoje konje. Črni lepotec se je z opazovanjem okolice že zgodaj naučil, da je konj človekov najboljši prijatelj, ali pa največji sovražnik. Zgodnje otroštvo je preživel idilično; obdan s skrbnimi ljudmi, ki so lepo skrbeli za svoje živali. Poleg tega se je zavedal, da vsi konji niso bili deležni vsega tega, kar je njemu bilo dano v zgodnjem otroštvu. 
Po srečnem otroštvu pri gospodarju Greyu so Črnega lepotca poslali v Birtwick Park, kjer je glavni junak preživel najsrečnejša leta svojega življenja. Zanj je skrbel John Manly. Tam se je Črni lepotec spoprijateljil z ostalimi konji na posestvu. Njegova dobra prijatelja sta postala dobrodušen konj Veseljak in prijazna, a ognjevita kobila Iskra.  
Vendar Lepotčevo življenje ni bilo samo veselo in srečno, saj je pogosto srečeval druge konje, ki se jim ni dobro godilo. Eden izmed pomembnejših dogodkov, ki so se pripetili v Lepotčevem življenju, je požar, ki je zajel konjski hlev. Pri tem je ravnal pogumno in s svojo prisotnostjo pomagal pri reševanju ostalim konjem iz gorečega hleva. Njegov pogum se je pokazal tudi ko je šel po zdravnika v oddaljeni kraj in s tem dejanjem rešil življenje gospodarjevi ženi. Na žalost se je z boleznijo gospe Gordon končalo Lepotčevo srečno življenje v Birtwicku. Gospodar Gordon je moral prodati svoje posestvo in tudi svoje konje. Od tega dogodka dalje je postalo Lepotčevo življenje težko in mučno, saj je bil deležen slabega ravnanja s strani številnih lastnikov. Med drugim ga je neke noči pijani lastnik konjar tako gnal, da je Črni lepotec grdo padel in mu prizadejal hude brazgotine, ki so lepega konja, ki je vlekel kočije, spremenile v konja za najem, kar pomeni, da je konj nazadoval po konjski hierarhiji.  
Ko so Črnega lepotca prodali v London fijakarju Jerry Bakerju, je sprva izgledalo, da je za lepo življenje konja še upanje. Jerry in Črni lepotec sta se dobra razumela, konj je kljub trdemu delu lastnika imel rad. Bolezen pa je spet spremenila konjevo usodo. Po Jerryjevi težki bolezni, se je fijakar preselil na deželo in Črnega lepotca so ponovno doletili nesramni in brezsrčni lastniki, ki so konja gnali do konca njegovih zmožnosti. Nekega dne je Črni lepotec srečal svojo staro prijateljico Iskro, ki se ji tudi ni godilo nič dobrega, saj so z njo tako kruto ravnali, da je umrla. 
Tudi Črnemu lepotcu je smrt gledala v oči, saj je bil huje poškodovan. Rešil ga je konjski zdravnik, ki je menil, da ga lahko reši in proda. Lepotca je kupil prijazen kmet in njegov vnuk, ki je lepo skrbel zanj, da si je opomogel. Nazadnje so Črnega lepotca prodali družini, ki ga je prepoznala kot konja gospoda Gordona. Konec romana je srečen, saj je za Črnega lepotca lepo poskrbljeno. Pri tem uživa upokojenško življenje in tako se pripovedovanje konja zaključi.  

## Pripovedna tehnika in zgodovinska podlaga
Anna Sewell je v romanu uporabila antropomorfizem. Konji v romanu premišljujejo, doživljajo čustva, imajo značaj. Prav tako izražajo ljubezen in zvestobo kot ljudje. 
Roman se zavzema za boljše ravnanje s konji v dobi vladanja kraljice Viktorije (vladala je med letoma 1837 in 1901). Z uporabo prvoosebnega pripovedovalca s konjeve perspektive bralci dobimo vpogled v trpljenje konjev, ki jim jih je prizadejal človek. Pripovedovalec natančno opisuje predmete, ki živalim ustvarjajo bolečino, in sicer konjske vajeti in plašnice. Namen močno zategnjenih konjskih vajeti je bil visoko dvignjena konjska glava, kar je bilo v takratnem času moderno, a je konjem povzročalo bolečine v vratu, jeziku in čeljusti, pri tem pa so krvaveli iz gobca. Uporaba plašnic ponoči je botrovala k večjemu številu nesreč, zaradi ožjega vidnega polja konjev. Poleg teh dveh pripomočkov se avtorica v delu dotika postopka rezanja konjskih repov, kar z današnjega vidika spada k mučenju živali. Kmalu po objavi tega romana so prepovedali uporabo nevarnih konjskih vajeti, kar nakazuje velik vpliv romana na bralstvo.  

## Slovenski prevodi
Črni lepotec je bil večkrat preveden v slovenščino, in sicer iz angleščine, prvič leta 1994:
- Črni lepotec, prev. Igor Majaron, 1994, Ljubljana: Karantanija.
- Črni lepotec, prev. Maja Lavrač, 1995, Ljubljana: Mladinska knjiga.
- Črni lepotec, prev. Saša Pečelin, 1997, Tržič: Učila.
- Črni lepotec, prev. Igor Majaron, 2005, Ljubljana: Karantanija.

## Filmske adaptacije
Knjiga je doživela naslednje filmske adaptacije oz. adaptacije v televizijske serije v angleščini:
- Your Obedient Servant (1917), režija Edward H. Griffith
- Black Beauty (1921), režija Edward H. Griffith
- Black Beauty (1946), režija Max Nosseck
- Black Beauty (1971), režija James Hill
- The Adventures of Black Beauty (1972-74), TV serija
- Black Beauty (1978), Hanna-Barbera
- Black Beauty (1978), televizijska mini serija
- Black Beauty (1987), Burbank Films Australia
- Black Beauty (1994), režija Caroline Thompson

## Gledališka adaptacija
- Black Beauty Live (2011), režija Chris Ford